# 피아노 소나타 3번 (쇼팽)

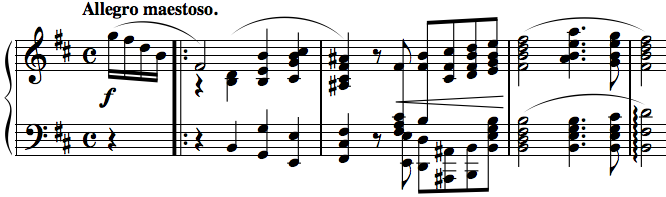
쇼팽 피아노 소나타 3번의 오프닝

피아노 소나타 3번 나단조 Op. 58은 프레데리크 쇼팽이 작곡한 피아노 소나타이다. 1844년에 작곡되어 드 페르튀 백작 부인에게 헌정되었다. 

## 악장 구성
총 4개의 악장으로 구성되어 있다:
1. 제 1악장: 알레그로 마에스토소 (나단조 → 나장조)
2. 제 2악장: 스케르초 (내림마장조 → 나장조 → 내림마장조)
3. 제 3악장: 라르고 (나장조 → 내림마장조 → 나장조)
4. 제 4악장: 피날레 (나단조 → 나장조)